# Marcipalina conjuncta
Marcipalina conjuncta är en fjärilsart som beskrevs av M.Gaede 1939. Marcipalina conjuncta ingår i släktet Marcipalina och familjen nattflyn. Inga underarter finns listade i Catalogue of Life.